# Несятский сельсовет
Неся́тский сельсовет (бел. Няся́цкі сельсавет) — административная единица на территории Кличевского района Могилёвской области Белоруссии. Административный центр — агрогородок Несята.

## Состав
Включает 31 населённый пункт:
- Буднево — деревня.
- Вирков — деревня.
- Владимировка — деревня.
- Грядки — деревня.
- Даклонь — деревня.
- Дубровка — деревня.
- Дулебня — деревня.
- Залог — деревня.
- Земляница — деревня.
- Калиновка — деревня.
- Козлы — деревня.
- Леневка — деревня.
- Несята — агрогородок.
- Михалов — деревня.
- Новое Село — деревня.
- Ореховка — агрогородок.
- Осиновка — деревня.
- Переколь — деревня.
- Плоское — деревня.
- Ревок — деревня.
- Селище — деревня.
- Смолярня — деревня.
- Старое Село — деревня.
- Ст. Несета — посёлок.
- Старое Курганье — деревня.
- Татенка — деревня.
- Татенка 2 — деревня.
- Турчанка — деревня.
- Ходечин — деревня.
- Черевач — деревня.

Упразднённые населённые пункты на территории сельсовета:
- Дуброва — деревня упразднена в 2011 году[1].
- Свобода — деревня[1].
- Турец — деревня.